# Marimari

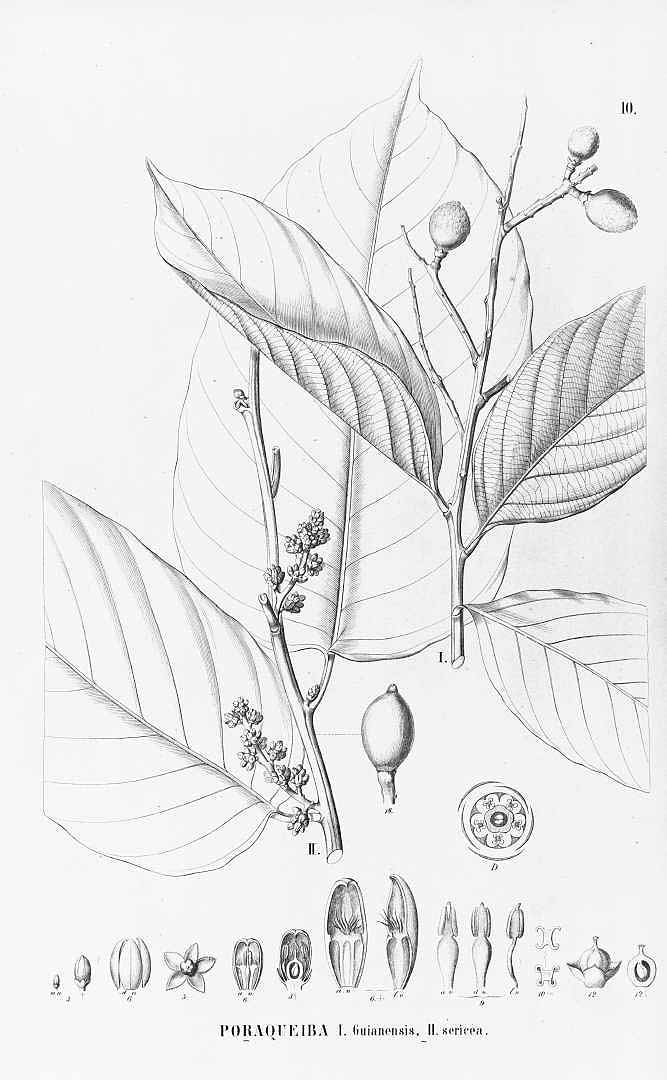
Umarizeiro ou marizeiro (Poraqueiba sericea Tul.)

O umari, também conhecido como mari, mari-mari ou omerique, é o fruto do umarizeiro ou marizeiro (Poraqueiba sericea Tul.), uma árvore de grande porte nativa da região amazônica na América do Sul. O fruto é pequeno, redondo e varia em coloração do amarelo-alaranjado ao roxo. Com sabor agridoce semelhante ao da tangerina e aroma forte e marcante, o umari é consumido in natura e utilizado em diversas preparações culinárias.

## Descrição
O umarizeiro se assemelha ao abacateiro em aparência e produz frutos cuja polpa é comestível e rica em nutrientes. Existem dois tipos principais de umari: o preto, que também pode ser roxo, e o amarelo. O fruto é uma drupa oblíqua com uma carena que se estende de alto a baixo. Ele é oval e sua coloração varia do amarelo ao roxo quase preto. Os frutos medem aproximadamente 3–4 cm de comprimento por 2–3,5 cm de largura.
A polpa do umari é amarela, comestível, oleosa e possui um sabor marcante que pode ser considerado enjoativo por alguns paladares. Ela envolve um caroço grande, de cor branca e recoberto por uma lanugem fina. Tanto a polpa quanto o caroço fornecem óleos comestíveis, valorizados por suas propriedades nutricionais.

## Distribuição e Habitat
A espécie é encontrada principalmente na floresta amazônica, especialmente na região de Manaus, no estado do Amazonas. O fruto é sazonal, disponível nos meses de dezembro, janeiro e fevereiro, quando é comercializado em feiras locais e mercados regionais.

## Valor Nutricional
O umari possui alto valor nutricional, sendo rico em:
- Vitaminas: Contém vitamina C, que fortalece o sistema imunológico, e vitamina E, conhecida como a "vitamina da vida e da juventude" por suas propriedades antioxidantes que neutralizam radicais livres na pele.
- Betacaroteno: Precursor da vitamina A, essencial para a saúde ocular e para o sistema imunológico.
- Fibras: Auxiliam no bom funcionamento do sistema digestivo e na redução do risco de diabetes e doenças cardíacas.
- Antioxidantes: Combatem os efeitos nocivos dos radicais livres, contribuindo para a prevenção de doenças crônicas como doenças cardíacas, diabetes e câncer.

O fruto também contém compostos como glicosídeos sulfurados, que possuem efeito expectorante e podem ser úteis no tratamento de bronquite crônica e tosse.

## Usos

### Culinária
Na culinária amazônica, o umari é tradicionalmente consumido in natura quando maduro e macio. Os habitantes da região costumam saborear a polpa acompanhada de farinha-d'água, uma farinha de mandioca típica. Além disso, o fruto é versátil e pode ser utilizado em sucos, geleias e até em pratos salgados, como molhos para carnes.

### Medicina Tradicional
O umari é utilizado na medicina tradicional como remédio natural para diversos problemas de saúde, incluindo infecções respiratórias, problemas digestivos e febre. Suas propriedades expectorantes são valorizadas no tratamento de tosse e doenças broncopulmonares.

### Cosméticos e Cuidados Pessoais
Devido às suas propriedades antioxidantes e nutritivas, o óleo extraído do umari é empregado na fabricação de produtos de beleza e cuidados com a pele, contribuindo para a saúde e vitalidade cutânea.

## Cultivo e Comercialização
Embora não seja amplamente cultivado ou comercializado em grande escala, o umari tem ganhado popularidade e começado a aparecer em mercados especializados e lojas de produtos naturais. A crescente demanda se deve aos seus benefícios à saúde e à busca por novidades alimentares exóticas e nutritivas.

## Precauções
É importante adquirir o umari de fontes confiáveis e consumi-lo com moderação, especialmente para aqueles que não estão familiarizados com o fruto. Como com qualquer alimento novo, é aconselhável introduzi-lo gradualmente na dieta para evitar possíveis reações adversas.